# Hanswurst
Hanswurst eller Hans Wurst (på dansk: Pølse-Hans) er en fiktiv figur, der stammer fra tyske omrejsende teatre, hvor figuren er kendt siden det 16. århundrede. Hanswurst er en lattervækkende figur, der har samme funktion som narren eller Pjerrot, der ved at få folk til at grine ad sig samtidig får dem til at tænke over deres egen situation. 
Hanswurst nævnes første gang i Sebastian Brants Narreskibet fra 1519. Figuren er også blevet brugt som nedsættende udtryk om en anden person. På dansk har blandt andre Ludvig Holberg benyttet dette udtryk i sin Jean de France fra 1722:
| Citat                          | Somme er meere grove, og kalder Monsieur Hans Wurst. Hans Nar. Hans Abe-Kat.(...) | Citat |
| Ludvig Holberg: Jean de France |                                                                                   |       |